# Башня городского водопровода (Кронштадт)
Башня городского водопровода — памятник архитектуры. Расположен в Кронштадте, современный адрес дома — Ленинградская улица, 2 литеры А, Б.
Башня квадратная в плане, у неё сделан высокий цоколь, с севера она украшена портиком с колоннами коринфского ордера, перекликающимся с расположенным напротив портиком церкви святой Елизаветы. Изначально у здания был купол с широкой невысокой трубой. В 1841—1842 годах с южной стороны здания сделали бассейн, в котором за ночь создавался запас воды.
Двухэтажное здание построено в 1837—1839 годах по проекту военного инженера Лебедева В. П. и военного инженера Татаринова для установки в нём водоподъёмной паровой машины, части системы водоснабжения города. Уже вскоре она смогла обеспечивать только близлежащие районы; после того, как в 1849 году Николай Скаткин предложил более мощные насосы, в башенной машине отпала надобность.
В 1860 году здание по всему периметру было надстроено и иначе украшено; после этой перестройки портик не согласуется с остальным декором здания.
В советское время все насосы были вынесены из здания в Лютеранскую церковь, перед строением был разбит сквер, в самой башне было размещено Управление снабжения.
С июля 1991 года в башне расположен Музей истории Кронштадта.